# McLaren MP4/2C
Chronologie des modèles (1986)
McLaren MP4/2B McLaren MP4/3
La McLaren MP4/2C est une monoplace conçue par l'ingénieur anglais John Barnard et engagée par McLaren Racing pour la saison 1986 de Formule 1. Elle dispose du V6 turbo TAG-Porsche, spécialement conçu pour McLaren. Prost, champion l'année précédente est épaulé par le Finlandais Keke Rosberg, qui entame sa dernière saison en Formule 1. La McLaren MP4-2C permet à Alain Prost de devenir champion du monde pour la deuxième fois.

## Historique
La MP4/2C, bien que compétitive, est dépassée dès le début de saison par les Williams FW11 de Nigel Mansell et Nelson Piquet. Prost et Rosberg sont condamnés aux rôles de spectateurs mais une guerre psychologique entre les deux pilotes Williams permet à Prost de grappiller des points cruciaux pour la fin du championnat. Rosberg connaît pour sa part de multiples abandons dus à des pannes d'essence expliquées par la réduction du réservoir de 220 à 195 litres.
Prost et Rosberg connaissent également des casses moteurs à répétition : c'est le chant du cygne du moteur Porsche qui a dominé la concurrence entre 1984 et 1986. Lors du Grand Prix final en Australie, Mansell abandonne sur crevaison et contraint Piquet à s'arrêter pour changer ses gommes, Prost en profite pour monter sur la plus haute marche du podium et décrocher sa deuxième couronne de champion du monde.

## Résultats en championnat du monde de Formule 1

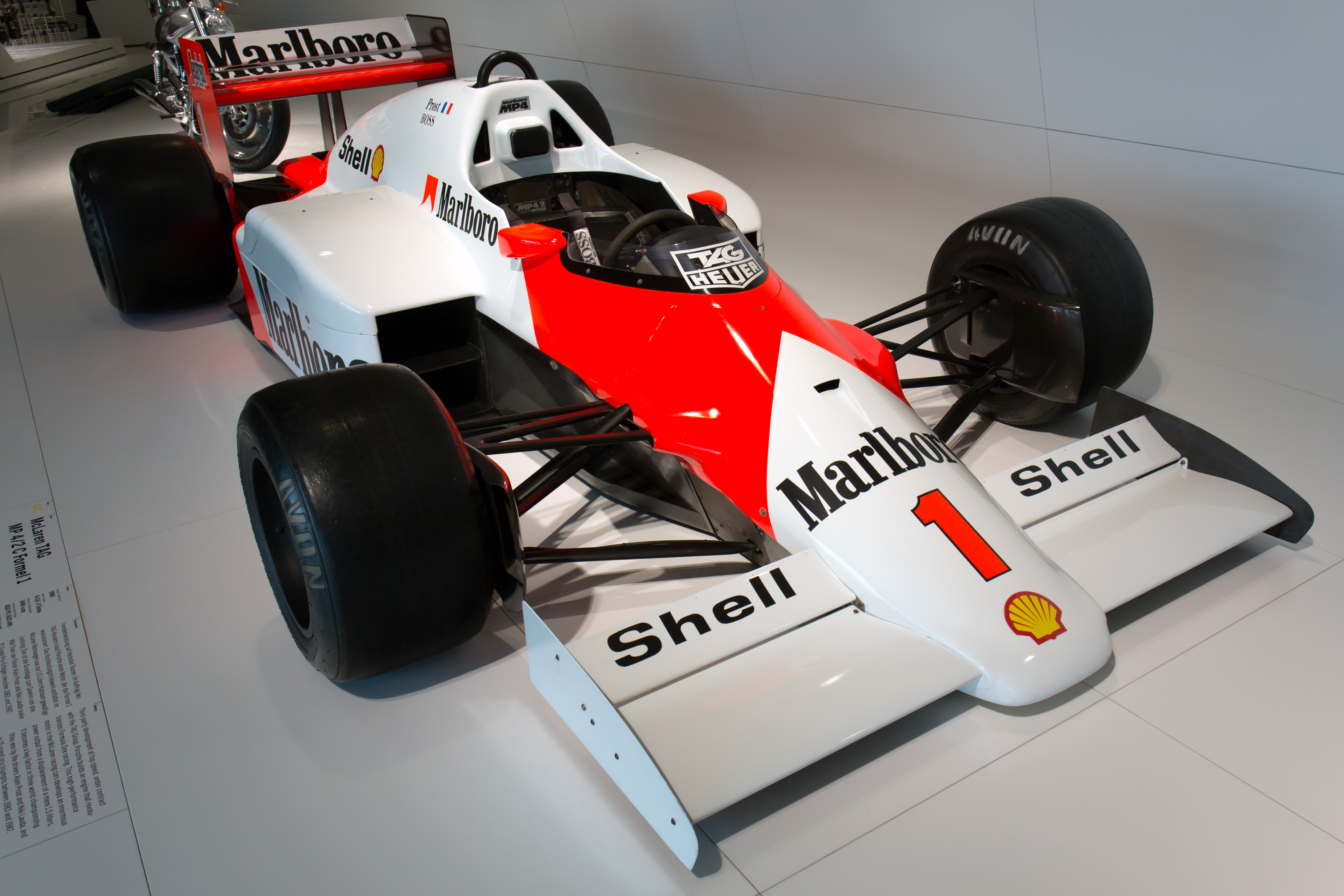
La McLaren MP4/2C exposée au Porsche Gold Museum.

| Saison | Écurie                         | Moteur                | Pneus    | Pilotes      | Courses | Courses | Courses | Courses | Courses | Courses | Courses | Courses | Courses | Courses | Courses | Courses | Courses | Courses | Courses | Courses | Points inscrits | Classement |
| Saison | Écurie                         | Moteur                | Pneus    | Pilotes      | 1       | 2       | 3       | 4       | 5       | 6       | 7       | 8       | 9       | 10      | 11      | 12      | 13      | 14      | 15      | 16      | Points inscrits | Classement |
| ------ | ------------------------------ | --------------------- | -------- | ------------ | ------- | ------- | ------- | ------- | ------- | ------- | ------- | ------- | ------- | ------- | ------- | ------- | ------- | ------- | ------- | ------- | --------------- | ---------- |
| 1986   | Marlboro McLaren International | TAG Porsche TTE-P01V6 | Goodyear |              | BRA     | ESP     | SMR     | MON     | BEL     | CAN     | DET     | FRA     | GBR     | GER     | HON     | AUT     | ITA     | POR     | MEX     | AUS     | 96              | 2e         |
| 1986   | Marlboro McLaren International | TAG Porsche TTE-P01V6 | Goodyear | Alain Prost  | Abd.    | 3e      | 1er     | 1er     | 6e      | 2e      | 3e      | 2e      | 3e      | 6e      | Abd.    | 1er     | Dsq.    | 2e      | 2e      | 1er     | 96              | 2e         |
| 1986   | Marlboro McLaren International | TAG Porsche TTE-P01V6 | Goodyear | Keke Rosberg | Abd.    | 4e      | 5e      | 2e      | Abd.    | 4e      | Abd.    | 4e      | Abd.    | 5e      | Abd.    | 9e      | 4e      | Abd.    | Abd.    | Abd.    | 96              | 2e         |

Légende : ici 